# يون ماغنسون (سياسي)
يون ماغنسون (16 يناير 1859 – 23 يونيو 1926) هو سياسي آيسلندي شغل رئاسة وزراء آيسلندا في مناسبتين. خدم فترة ولايته الأولى، كعضو في حزب الحكم الذاتي الآيسلندي (Heimastjórnarflokkurinn)، في الفترة من 4 يناير 1917 إلى 7 مارس 1922. خدم ولايته الثانية، كعضو في حزب المحافظين الآيسلندي (Íhaldsflokkurinn، وهو رائد حزب الاستقلال)، من 22 مارس 1924 إلى 23 يونيو 1926.